# Zemský okres Havolsko
Zemský okres Havolsko (německy Landkreis Havelland) je zemský okres v německé spolkové zemi Braniborsko. Sídlem správy zemského okresu je město Rathenow. Má přibližně 153 tisíc obyvatel. 

## Města a obce
| Města: 1. Falkensee 2. Friesack 3. Ketzin/Havel 4. Nauen 5. Premnitz 6. Rathenow 7. Rhinow | Obce: 1. Brieselang 2. Dallgow-Döberitz 3. Gollenberg 4. Großderschau 5. Havelaue 6. Kleßen-Görne 7. Kotzen 8. Märkisch Luch 9. Milower Land 10. Mühlenberge 11. Nennhausen 12. Paulinenaue 13. Pessin 14. Retzow 15. Schönwalde-Glien 16. Seeblick 17. Stechow-Ferchesar 18. Wiesenaue 19. Wustermark |